# Fidjien occidental
Le fidjien occidental  (ou nadrogaa) est une des langues fidjiennes occidentales et rotumanne qui fait partie des langues du Pacifique central, plus proche des langues polynésiennes que du fidjien proprement dit.
Il serait parlé par 57 000 locuteurs (Lincoln, 1977) dont 38 500 à Waya (Waya et Ba-Navosa) et 18 500 à Nadroga, dans les îles Fidji, dans la moitié occidentale de Viti Levu et des îles Waya.
Il comprend des dialectes : le fidjien occidental proprement dit (Nadrogaa, Tubaniwai, Baaravi) et le waya (Nakoroboya, Noikoro et Magodro).